# Vrbovo
Vrbovo je naselje v Občini Ilirska Bistrica. Naselje leži na Primorskem in je del Primorsko-notranjske statistične regije. Vas leži pod pobočji Ahca in Golega vrha na zahodu Podgore. Leži ob cesti Ilirska Bistrica–Zabiče. Na SZ se nahaja naselje Jasen, proti JV pa Vrbica.
Kraj je prvič omenjen v premskem urbarju iz leta 1498 in je danes pod spomeniškim varstvom.
Lokalna cerkev, ki stoji na SZ vasi, je posvečena svetemu Križu iz 17. stoletja in spada v župnijo Ilirska Bistrica. Ima pravokotno ladijo, dvostopenjsko zvončnico in lopo. Nad oltarjem je slika A. Razpeta iz 18. stoletja.